# 615 (tal)
615 är det naturliga heltal som följer 614 och följs av 616.

## Matematiska egenskaper
- 615 är ett udda tal.
- 615 är ett sammansatt tal.
- 615 är ett defekt tal..
- 615 är ett Sfeniskt tal.
- 615 är ett lyckotal.

## Inom vetenskapen
- 615 Roswitha, en asteroid.